# Kniphofia insignis
Kniphofia insignis är en grästrädsväxtart som beskrevs av Alfred Barton Rendle. Kniphofia insignis ingår i Fackelliljesläktet som ingår i familjen grästrädsväxter. Inga underarter finns listade i Catalogue of Life.